# Engelse literatuur tijdens de Restauratie

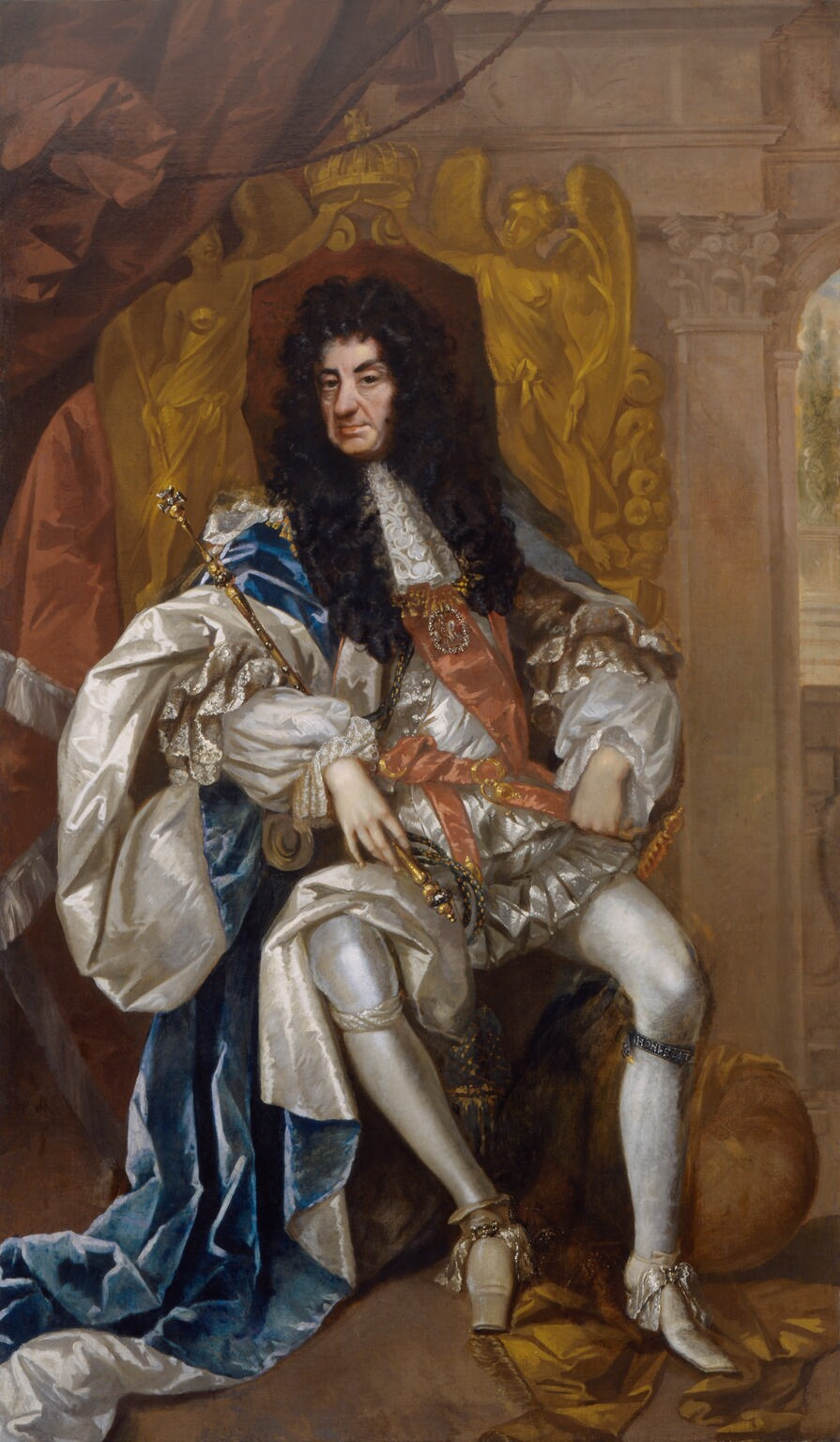
Karel II van Engeland in 1680, schilderij door Thomas Hawker

Engelse literatuur tijdens de Restauratie omvat de in het Engels geschreven literatuur tijdens de periode die in de Engelse geschiedenis bekendstaat als 'Restauratie' ('Restoration') of The Age of Dryden. Traditioneel laat men de Restauratie aanvangen met de troonsbestijging van Karel II van Engeland in 1660 en eindigen met de dood van John Dryden in 1700, al zijn ook andere cesuren gebruikelijk.

## Algemene kenmerken
De Engelse literatuur van de tweede helft van de 17e eeuw was zowel innoverend als gevarieerd in onderwerp en stijl, gaande van religieus geïnspireerde teksten tot satirische en gewaagde geschriften. Opmerkelijke ontwikkelingen voor de literaire productie waren de polemische en andere geschriften als reactie op de terugkeer van de Stuarts; de heropening van de theaters nadat ze onder Oliver Cromwell en het Gemenebest moesten sluiten; de bloei van de literaire kritiek met figuren als John Dryden en John Dennis; en de invloed van de Verlichtingsfilosofen. Deze ontwikkelingen staan niet los van wat er zich in deze periode op het vasteland afspeelde, met name in Frankrijk, en maakten deel uit van een bredere Europese beweging die zich verzette tegen de vaak complexe en gekunstelde extravagantie van de Europese literatuur uit de Late Renaissance (het maniërisme). Een algemene tendens, die ook in Engeland ingang vond, was een terugkeer naar een minder extravagante, eenvoudiger, elegantere en natuurlijke literatuur die eerder wilde verrassen dan choqueren. Het effect van deze nieuwe standaard die eenvoud vooropstelde, was dat ook de gewone lezer en toeschouwer kon genieten van deze literatuur, of het nu poëzie, drama of proza was.

## Literaire productie

### Proza
De periode van de Restauratie was vooral een prozaïsche tijd waarin wetenschappelijke nieuwsgierigheid en filosofische reflectie de plaats innamen van emotionele ontlading en hoge verbeelding. Zelfs de poëzie werd prozaïsch, terwijl het proza gekenmerkt werd door het vermijden van decoratieve stijlelementen. Dit streven naar soberheid en helderheid in essays, dagboeken en kronieken kan worden gezien als een tendens die later, in de 18e eeuw, culmineerde in de 'Augustan age', met haar nadruk op vorm, gepolijstheid, soberheid en elegantie. 
De schrijvers van de Restauratie legden de basis voor wat de moderne prozastijl zou worden. De Restauratie betekende naast een stimulans van theater en poëzie ook het begin van een nieuwe literaire kunstvorm, die bekendstaat als de roman. Een van de belangrijkste figuren in de ontwikkeling van de roman was Aphra Behn. Zij wordt beschouwd als de eerste professionele vrouwelijke schrijver en mogelijk ook de eerste romanschrijver van Engeland. Love-Letters Between Nobleman and His Sister uit 1684 is een briefroman over de ophefmakende affaire van een edelman met de zuster van zijn vrouw.

#### Politieke pamfletten en dagbladen
Midden 17e eeuw, onder koning Karel I, was Engeland verscheurd door een burgeroorlog. Als gevolg daarvan kende het schrijven van politieke pamfletten door sympathisanten van beide partijen (koningsgezinden tegenover aanhangers van Oliver Cromwell) een grote bloei. Leviathan van Thomas Hobbes werd een van de bekendste werken van de Britse politieke filosofie. In dezelfde periode verschenen heel wat nieuwe boeken en werd er ook een begin gemaakt met voorlopers van het Britse dagblad. Journalisten als Henry Muddiman, Marchamont Needham en John Birkenhead gaven hierin de standpunten van de strijdende partijen weer. Auteurs van dergelijke werken werden echter vaak vervolgd en gearresteerd, zodat de drukpersen noodgedwongen ondergronds gingen. John Milton wierp zich met zijn schitterend politiek pamflet Areopagitica op als verdediger van de persvrijheid. Aan het begin van die burgeroorlog (1642) werden alle theaters gesloten, om pas een generatie later in 1660 terug open te gaan in de veranderde samenleving van de Engelse restauratie.

#### Kronieken en dagboeken
Anthony à Wood, een antiquair uit Oxford, publiceerde in verschillende delen Athenae Oxonienses (1691-1692), een biografisch overzicht van belangrijke inwoners van Oxford over de periode 1500-1690 en het eerste in zijn soort.
Ook geheime geschiedenissen over het bewind van Karel II en Jacobus II waren populair, hoewel ze door de roddels historisch eerder onbetrouwbaar zijn. Een bekend voorbeeld is Memoirs of the Count Grammont.
De twee belangrijkste schrijvers van dagboeken met commentaren over de periode van de Restauratie waren John Evelyn en Samuel Pepys. Vooral Pepys' dagboeken waren historisch relevant omdat hij behalve over het dagelijks leven ook over belangrijke gebeurtenissen van zijn tijd schreef, zoals de grote epidemie die Londen in de jaren 1660 trof, de grote brand van Londen en de zeeoorlog tegen de Nederlanders.

#### Filosofische en religieuze geschriften
Filosofische en religieuze geschriften werden net als voor de Restauratie gepubliceerd. Iemand als John Milton, nu vooral bekend als episch dichter, schreef prozacommentaren op politiek en religie, en daarnaast verschenen er ook pamfletten van religieuze sekten zoals Diggers, Fifth Monarchists, Levelers, Quakers en Anabaptisten. John Bunyan en Izaak Walton behoorden tot de meest productieve religieuze schrijvers, en Bunyans The Pilgrim's Progress blijft een van de meest populaire boeken van deze periode.
John Locke schreef tijdens de Restauratie veel van zijn bekendste filosofische werken, zoals zijn Two Treatises of Government uit 1689, en  William Temple, een voormalig staatssecretaris, schreef pastorale literatuur over een contemplatief leven dat rust vond in de natuur. Met name zijn Upon the Gardens of Epicurus uit 1685 werd heel bekend. De belangrijkste prozawerken van Thomas Sprat zijn Observations upon Monsieur de Sorbier's Voyage into England uit 1665, en een in 1667 gepubliceerde geschiedenis van de Royal Society van Londen, waarvan Sprat een van de oprichters was.

### Poëzie
Poëzie was tijdens de Engelse Restauratie de populairste vorm van literatuur. Politiek geëngageerde en maatschappelijk kritische poëzie becommentarieerde politieke gebeurtenissen. Tijdens het bewind van Karel II en Jacobus II werd veel politieke satire geschreven. Omdat drukken onderworpen was aan censuur, circuleerden op grote schaal anonieme manuscripten. 
De dichters uit het kamp van de royalisten (zij die Karel II steunden) domineerden de poëzie met onder meer John Dryden, John Wilmot ('Rochester', George Villiers ('Buckingham') en Charles Sackville ('Dorset').
Neoklassieke kenmerken overheersten ten koste van het lyrisch gedicht. De ode was bij dichters een favoriete vorm, terwijl de satire zoals vertegenwoordigd door Samuel Butler en John Dryden een prominente plaats begon in te nemen in de poëzie van deze periode. Eveneens opmerkelijk was de ontwikkeling van het heroic couplet.
John Dryden, die Cromwells dood nog had bezongen in heroïsche stanza's (1659), evoceerde in zijn gedicht Astrae Redux de terugkeer van de koning per schip. Ook bij Edmund Waller, die voordien Cromwell prees, ziet men iets gelijkaardigs. Karel II's terugkeer bracht heel wat dichterlijke pennen in beweging. In deze periode verscheen van John Milton (die aanvankelijk de republikeinse zaak steunde) het epische gedicht Paradise Lost (1667), een van de meesterwerken van de Restauratieliteratuur. 
Tot de lyrische dichters uit deze periode behoren Thomas Traherne (die tot de metaphysical poets wordt gerekend), Charles Cotton, Edmund Waller. Tot de bekendste dichters van de court poets behoren de hoveling graaf John Wilmot, lord Charles Sackville en de politicus John Sheffield. Satirische dichters waren onder meer John Oldham en Samuel Butler.

### Toneel
Karel II speelde een belangrijke rol als patroon voor het theater. Tijdens zijn ballingschap had hij Franse toneelstukken leren appreciëren, en na zijn terugkeer stond hij aan Thomas Killigrew en William Davenant vergunningen toe die hun in staat stelden om eigen Engelse theaters en gezelschappen op te richten. Onder patronaat van Karel II ontstond zo Davenants Duke's Theatre in de Lincoln Field's Inn, en Killigrew opende het Royal Theatre op Drury Lane in 1663.
De Restauratie ging gepaard met sociale verandering. Het puritanisme was over zijn hoogtepunt, theaters heropenden na 18 jaar te zijn gesloten onder Oliver Cromwell, en de schalkse 'Restoration comedy' werd een herkenbaar genre. De nieuwe koning zorgde er ook voor dat vrouwen dankzij de theaterlicenties die hij verleende de vrouwelijke mochten vertolken die voordien door jongens moesten worden gespeeld. Om de heropening van de theaters te vieren waren Restauratiestukken naar puriteinse maatstaven gemeten overdadig en immoreel, erop gericht om het publiek te vermaken en de draak te steken met zowel royalisten als republikeinen. De luchthartigheid van de toneelstukken was een uitlaatklep voor de jarenlange verdeeldheid en onrust na de Engelse burgeroorlog. Hoewel het publiek ook van tragedies hield, waren het de komedies die het meest succes oogstten tijdens de periode van het Restauratietoneel. Zelfs klassieke Shakespearetragedies zoals Romeo and Juliet werden herschreven en kregen een happy end!

#### Komedies
Restauratiekomedies verschilden van hun voorgangers door proza te gebruiken in plaats van traditionele heroïsche coupletten. Zij waren vaak bedoeld als sociale commentaren, niet zozeer als spiegel van de maatschappij, maar als  eerder als overdrijvingen van de maatschappij die het publiek (typisch de hogere klasse) zou herkennen en waarderen. 
In het algemeen gaat het om een vrij homogeen geheel van teksten en stijlen als reactie tegen of verdediging van de terugkeer van het koningschap onder Karel II. Bekend uit deze periode zijn onder meer de komedies van John Dryden, William Wycherley en George Etherege over het leven aan het hof. Deze toneelschrijvers schreven 'comedies of manners', die het gedrag van de maatschappij vóór en tijdens de restauratieperiode hekelden. Typisch was het beroep op situationele humor: vermommingen, identiteitsverwarring en andere misverstanden die voortkwamen uit bedrog en tot chaos leidden. De literaire kunstgreep waarbij het publiek op de hoogte is van het bedrog en de betrokken personages niet, noemt men dramatische ironie.

#### Tragedies
Heroic drama (heldhaftig of heroïsch drama) is een toneelgenre dat tijdens het Restauratietijdperk in Engeland bijzonder populair was.
De term 'heroïsch drama' is bedacht door Dryden voor zijn toneelstuk The Conquest of Granada uit 1670. Hij betoogde dat dit type drama epische poëzie voor het toneel was en bedacht er een aantal regels voor. Het diende te zijn samengesteld uit 'heroïsche verzen' (gesloten verzen in jambische pentameter). Ten tweede moest het gaan over nationale kwesties, mythologische gebeurtenissen of grootse onderwerpen. Ten derde diende de held krachtig, besluitvaardig en dominerend zijn in alle omstandigheden. Andere bekende werken in dit genre zijn John Drydens The Indian Emperor (1665) en Roger Boyles The Black Prince (1667). Restauratiespelen van William Davenant, Thomas Otway, Nathaniel Lee, John Crowne, Elkanah Settle en John Banks, en later werken van Nicholas Rowe en Joseph Addison, passen in een minder strikte definitie van wat een heroïsch drama volgens Dryden moet zijn. Nathaniel Lee was de auteur van politieke tragedies en kende veel succes met heroïsche historische tragedies als The Tragedy of Nero, Emperour of Rome (1675).
Daarnaast waren er ook tragedies, she-tragedies genoemd, die zich concentreerden op het lijden van vrouwen nadat ze bijvoorbeeld een (seksuele) zonde hadden begaan. Voorbeelden van dit type drama zijn Thomas Otways The Orphan, Thomas Southernes' The Fatal Marriage en Nicholas Rowes The Fair Penitent and Lady Jane Grey. De reden waarom deze op vrouwen gebaseerde tragedies toen opkwamen, was de populariteit van vrouwelijke acteurs die voor het eerst op het podium in Engeland verschenen.
Engelse literatuur

Oudengelse literatuur · Middelengelse literatuur · Engelse renaissance · Engelse literatuur tijdens de Restauratie - Poëzie van de Engelse romantiek · victoriaanse literatuur

Amerikaanse literatuur

Lijst van Engelstalige literaire schrijvers

Lijst van romanschrijvers uit de Verenigde Staten